# In the Good Old Days (When Times Were Bad)
In the Good Old Days (When Times Were Bad) es el tercer álbum de estudio de Dolly Parton, publicado en febrero de 1969.

## Información del álbum
En este álbum Dolly canta a su manera varias canciones de otros intérpretes: "Harper Valley PTA" de Jeannie C. Riley , "D-I-V-O-R-C-E" de Tammy Wynette y "The Carroll County Accident" de su mentor, Porter Wagoner.

## Canciones
1. "Don't Let It Trouble Your Mind" (Dolly Parton) - 2:15
2. "He's a Go Getter" (Parton) - 2:07
3. "In the Good Old Days (When Times Were Bad)" (Parton) - 2:50
4. "It's My Time" (John D. Loudermilk) - 2:40
5. "Harper Valley PTA" (Tom T. Hall) - 3:15
6. "Little Bird" (Parton) - 1:46
7. "Mine" (Parton) - 2:07
8. "The Carroll County Accident" (Bob Ferguson) - 3:00
9. "Fresh Out of Forgiveness" (Bill Owens, Gene Gill) - 2:04
10. "Mama, Say a Prayer" (Parton) - 2:50
11. "Always the First Time" (Joyce McCord) - 2:05
12. "D-I-V-O-R-C-E" (Bobby Braddock, Curly Putman) - 2:46

## Posición en las listas
| Listas (1969)           | Máx. Posición |
| ----------------------- | ------------- |
| U.S. Top Country Albums | 15            |